# Венера (Липецк)
Вене́ра — микрорайон в Правобережном округе города Липецка. До начала XXI века входила в Сырский сельсовет Липецкого района Липецкой области.
Расположена в 4 км северо-западнее пересечения улиц Московской и Катукова, на внешней стороне ЛКАД. Стоит в верховье одного из притоков реки Липовки (или самой Липовки?). На пересохшей ныне речке образован пруд.

## История
В 1922 году на этом месте были образованы сельскохозяйственное товарищество и посёлок Венера . Названия им были даны по планете Венера. «Это было время, когда в селе распространялись атеистические и естественнонаучные знания, что и отразилось в названии поселка» . На 1935 год в посёлке было 17 дворов.
Сегодня вся территория вокруг Венеры окружена садоводческими участками. При этом те, что находятся на юго-западе, появились в начале XXI века. Примерно тогда же статус был изменен на территорию садоводческого товарищества.
Венера расположена на железнодорожной линии Липецк — Елец (ост. п. 265 км).
В 2007 году в посёлке была образована единственная улица — Яблоневая, проходящая от железной дороги (вблизи платформы 265 км) в юго-западном направлении до конца посёлка. До этого все здешние дома адресовались непосредственно по Венере.

## Полигон отходов «Венера»
Рядом с поселком находился основной полигон твердых бытовых отходов Липецка «Венера». По мнению экологов, этот полигон не отвечал требованиям природоохранного законодательства и подлежал закрытию и рекультивации . Администрация города неоднократно пыталась ликвидировать и рекультивировать полигон , однако полигон длительное время работал и принимал ТБО города Липецка. В августе 2023 года наконец было объявлено о завершении рекультивации бывшего полигона отходов.

## Транспорт
В дачный сезон от 19-го микрорайона ходит бесплатный автобус № 15.
Зимой от кольца 9-го микрорайона ходит автобус № 13.